# Joseph Vitale
Pour les articles homonymes, voir Vitale et Joe Vitale.
Joseph Vitale, né le 6 septembre 1901 à New York (État de New York) et mort le 5 juin 1994 à Los Angeles (quartier de Granada Hills, Californie), est un acteur et chanteur américain (parfois crédité Joseph A. Vitale ou Joe Vitale).

## Biographie
Joseph Vitale débute au théâtre et joue notamment à Broadway (New York), où il débute en 1927-1928 dans le drame musical Golden Dawn, sur une musique d'Emmerich Kálmán et Herbert Stothart (avec Olin Howland). Suivent trois revues jusqu'en 1933, la deuxième en 1931-1932 appartenant à la série des George White's Scandals (en).
Puis, toujours à Broadway, il joue dans quatre pièces entre 1934 et 1938, la première étant Page Miss Glory de Joseph Schrank et Philip Dunning (en) (1934-1935, avec Harry Bellaver et James Stewart. Enfin, il revient à Broadway en 1945 dans une cinquième pièce, Common Ground d'Edward Chodorov (en) (avec Luther Adler et Mary Healy).
Au cinéma, il apparaît d'abord dans trois courts métrages de 1933-1934, avant six premiers longs métrages sortis en 1944 (dont Jours de gloire de Jacques Tourneur, avec Gregory Peck et Lowell Gilmore). Ultérieurement, il contribue entre autres à des westerns, tels Les Massacreurs du Kansas d'André de Toth (1953, avec Randolph Scott et Claire Trevor) ou La Fureur des Apaches de William Witney (1964, avec Audie Murphy et Linda Lawson), le dernier de ses quarante-deux films américains, après quoi il se retire définitivement.
Mentionnons également Un Yankee à la cour du roi Arthur  de Tay Garnett (1949, avec Bing Crosby et Rhonda Fleming), ainsi que New York confidentiel de Russell Rouse (1955, avec Broderick Crawford et Richard Conte).
À la télévision américaine, il collabore à trente-sept séries (souvent de western), la première en 1951 ; la dernière est Monsieur Ed, le cheval qui parle (un épisode, 1964). Entretemps, citons The Lone Ranger (quatre épisodes, 1955-1957), Rintintin (quatre épisodes, 1957-1958) et Rawhide (son avant-dernière série, trois épisodes, 1960-1964).
Joseph Vitale meurt trente ans après son retrait des écrans, en 1994, à 92 ans.

## Théâtre à Broadway (intégrale)
- 1927-1928 : Golden Dawn, drame musical, musique d'Emmerich Kálmán et Herbert Stothart, lyrics et livret d'Otto Harbach et Oscar Hammerstein II, décors de Joseph Urban, direction musicale d'Herbert Stothart : un membre de la troupe
- 1931 : The Gang's All Here, revue, musique  de Lewis E. Gensler, lyrics d'Owen Murphy (en) et Robert A. Simon (en), sketches de Russell Rouse, Oscar Hammerstein II et Morrie Ryskind : un membre du quatuor lyrique
- 1931-1932 : George White's Scandals of 1931, revue, musique de Ray Henderson, lyrics de Lew Brown, sketches de George White, Irving Caesar et Lew Brown, décors de Joseph Urban, costumes de Charles Le Maire, mise en scène et production de George White : rôles divers
- 1932-1933 : George White's Music Hall Varieties of 1932, revue, musique d'Irving Caesar et Harold Arlen, lyrics d'Irving Caesar, sketches de George White et William K. Wells, mise en scène et production de George White : Pedro / un chanteur dans le numéro Turn Out The Lights And Go To Bed
- 1934-1935 : Page Miss Glory de Joseph Schrank et Philip Dunning (en), mise en scène de George Abbott : Nick
- 1935-1936 : One Good Year de Stephen Gross et Lin S. Root : Tom Shanley
- 1936-1937 : All Editions de Charles Washburn et Clyde North : Spike Hennessy
- 1937-1938 : One Thing After Another de Sheldon Noble : Pete
- 1945 : Common Ground d'Edward Chodorov (en), mise en scène d'Edward Chodorov et Jerome Robbins : Nick DeRosa

## Filmographie partielle

### Cinéma
- 1944 : Rien qu'un cœur solitaire (None but the Lonely Heart) de Clifford Odets : « Cosh » Simmons
- 1944 : Jours de gloire (Days of Glory) de Jacques Tourneur : Seminov
- 1945 : Zombies on Broadway de Gordon Douglas : Joseph
- 1947 : En route vers Rio (Road to Rio) de Norman Z. McLeod : Tony
- 1947 : Une vie perdue (Smash-Up, the Story of a Woman) de Stuart Heisler : un joueur de poker
- 1948 : Visage pâle (The Paleface) de Norman Z. McLeod : un éclaireur indien
- 1949 : L'Ange endiablé (Red, Hot and Blue) de John Farrow : Carr
- 1949 : Un Yankee à la cour du roi Arthur (A Connecticut Yankee in King Arthur's Court) de Tay Garnett : Sir Logris
- 1949 : Entrée illégale (Illegal Entry) de Frederick de Cordova : Joe Bottsy
- 1950 : Propre à rien ! (Fancy Pants) de George Marshall : Wampum
- 1951 : Espionne de mon cœur (My Favorite Spy) de Norman Z. McLeod : un pompier
- 1952 : Le Bal des mauvais garçons (Stop, You're Killing Me) de Roy Del Ruth : Giuseppe
- 1952 : Les Boucaniers de la Jamaïque (Yankee Buccaneer) de Frederick de Cordova : Scarjack
- 1953 : Les Massacreurs du Kansas (The Stranger Wore a Gun) d'André de Toth : Shorty
- 1954 : Ultime Sursis (Make Haste to Live) de William A. Seiter : le grand homme
- 1955 : New York confidentiel (New York Confidential) de Russell Rouse : Batista
- 1955 : La Jungle des hommes (The Square Jungle) de Jerry Hopper : Tony Adamson
- 1955 : Le Cercle infernal (The Racers) d'Henry Hathaway : Dr Bocci
- 1957 : Car sauvage est le vent (Wild Is the Wind) de George Cukor : un invité de la fête
- 1959 : Ne tirez pas sur le bandit (Alias Jesse James) de Norman Z. McLeod : Sam Hiawatha
- 1960 : Un numéro du tonnerre (Bells Are Ringing) de Vincente Minnelli : un bookmaker
- 1962 : L'Inconnu du gang des jeux (Who's Got the Action?) de Daniel Mann : le barman
- 1964 : La Fureur des Apaches (Apache Rifles) de William Witney : Victorio

### Télévision
(séries)
- 1953 : Mr. and Mrs. North (en), saison 1, épisode 29 Breakout (Taggert) de Ralph Murphy et épisode 38 Murder on the Midway (Ace Donohue) de Ralph Murphy
- 1953-1954 : Les Aventures de Superman (The Adventures of Superman), saison 2, épisode 15 My Friend Superman (1953 : Cap) de Thomas Carr et épisode 25 The Whistling Bird (1954 : un gangster) de Thomas Carr
- 1955-1957 : The Lone Ranger
  - Saison 4, épisode 27 Le Voyage du mort (Jornada Del Muerto, 1955) d'Oscar Rudolph : Chef Luzito
  - Saison 5, épisode 7 Le Retour de Don Pedro O'Sullivan (The Return of Don Pedro O'Sullivan, 1956 : Colonel Carlos Ortega) d'Oscar Rudolph, épisode 10 La Mariée (The Letter Bride, 1956 : J. S. Forgan) d'Oscar Rudolph, et épisode 31 La Loi et Miss Aggie (The Law and Miss Aggie, 1957 : Chef Flying Cloud) d'Oscar Rudolph
- 1957 : Circus Boy, saison 2, épisode 5 Return of Casey Perkins : Broken Claw
- 1957-1958 : Rintintin (The Adventures of Rin Tin Tin)
  - Saison 3, épisode 37 Major Swanson's Choice (1957 : Santee) de Lew Landers et épisode 39 The Swapper (1957 : Laurindo) de Lew Landers
  - Saison 4, épisode 21 Bitter Bounty (1958) de William Beaudine : Cortine
  - Saison 5, épisode 12 Miracle of the Mission (1958) de William Beaudine : Red Eagle
- 1958 : Schlitz Playhouse of Stars, saison 7, épisode 33 The Town That Slept with the Lights On d'Edmond O'Brien : Père Rodriguez
- 1958 : La Grande Caravane (Wagon Train), saison 1, épisode 35 The Rex Montana Story de Jesse Hibbs : Chenwakee
- 1958-1959 : Monsieur et Madame détective (The Thin Man)
  - Saison 1, épisode 19 Man on the Bridge (1958) d'Oscar Rudolph : Ama Benoy
  - Saison 2, épisode 31 Dear Dead Days (1959) de Don Weis : Frenchie Popineau
- 1960-1964 : Rawhide
  - Saison 2, épisode 21 Sulphur Creek (Incident at Sulphur Creek, 1960) d'Harmon Jones : Chef indien
  - Saison 3, épisode 14 La Fin de la piste (Incident of the Big Blowout, 1961) : Barbier
  - Saison 6, épisode 18 Le Traité de paix (Incident at Gila Flats, 1964) de Thomas Carr : Nantanta
- 1962 : Ben Casey, saison 1, épisode 20 Odyssey of a Proud Suitcase de Leo Penn : Fred Martin
- 1964 : Adèle (Hazel), saison 3, épisodes 18 et 19 Scheherazade and Her Frying Pan (Parts I & II) de William D. Russell : Le Beau Harry
- 1964 : Monsieur Ed, le cheval qui parle (Mr. Ed), saison 4, épisode 19 Ed Visits a Gypsy d'Arthur Lubin : Zoltan